# Centaurea baldaccii
Centaurea baldaccii — вид квіткових рослин айстрових (Asteraceae). Ендемік: зх. Криту.

## Опис
Багаторічна трав'яниста рослина з довгим повзучим кореневищем і численними дуже короткими (3–4 см) міцними стеблами. Базальні листки вузьколанцетні, короткочерешкові, цілокраї або ліроподібні, павутині, край хвилястий. Верхні листки менші. Квіточки білі, рідше блідо-трояндово-бузкові. Сім'янки 4.5 мм. Папус 1.2–1.5 мм. Час цвітіння: червень — серпень.

## Середовище
Населяє вапняні гірські пасовища та скелясті оголення на висотах 1900–2100 метрів.